# Grijskopdwerguil
De grijskopdwerguil (Glaucidium griseiceps) is een vogel uit de familie van de uilen.

## Verspreiding en leefgebied
Deze soort komt voor van zuidelijk Mexico tot Panama en telt drie ondersoorten:
- G. g. occultum: zuidoostelijk Mexico.
- G. g. griseiceps: Guatemala, Belize en Honduras.
- G. g. rarum: Costa Rica en Panama.

## Status
De grootte van de populatie is in 2008 geschat op 20-50 duizend volwassen vogels. Op de Rode lijst van de IUCN heeft deze soort de status niet bedreigd.